# Dajana Butulija
Dajana Butulija, född 23 februari 1986 i Kikinda, är en serbisk basketspelare. Butulija blev olympisk bronsmedaljör i basket vid sommarspelen 2016 i Rio de Janeiro.